# Ентопрокти
Ентопрокти (Entoprocta, на гръцки entos, ἐντός „вътре“ и πρωκτός, proktos „анус“) са водни безгръбначни животни. Срещат се и с алтернативното име Kamptozoa (извиващи се).

## Морфология
Ентопроктите са единично или колониално живеещи организми с несегментирано тяло. Тялото е странично сплеснато, обвито с кутикула и образуфа форма подобна на чаша (каликс). Продълженията на тялото образуват своеобразен венец от пипала. Между пипалата от едната страна се намира устата, а от другата страна се отваря ануса. В основата си каликса притежава стъбло с което организмът се прикрепя. Колониално живеещите имат общо образувание наречено столон. Индивидите от колонията се наричат зоиди.
Под кутикулата се намира епидермис. Псевдоцеломът е изпълнен с желатинозен паренхим. Храносмилателната система се състои от уста, хранопровод, стомах, черво, право черно и анус. Липсва дихателна и кръвоносна система. Отделителната система е от протонефридиен тип – двойка протонефридии. Нервната систева е представена от пръснати ганглии.
Ентопроктите са хермафродити. Размножават се безполово, чрез пъпкуване и полово като яйцата и ларвите се развиват в яйчник. Ларвата се нарича трофофора. Тя плува свободно, след което се прикрепя за подходяща повърхност и се развива във възрастен индивид.

## Произход и систематика
Неясен е произхода на ентопроктите, но наличието на перинхим и протонефридии ги доближава до нисшите плоски червеи. Вероятно са произлезли от тях.

## Екология
Ентопроктите са предимно морски представители, срещат се и сладководни. Обикновено са прикрепени. Живеят като коменсали върху гъби, сегментирани червеи, асцидии и други. Хранят се с микроорганизми, едноклетъчни и водорасли като филтрират водата.